# Морская лестница (Таганрог)
Морская лестница (Новая каменная лестница, Лестница Межлумяна) — лестница в Таганроге, ведущая от Комсомольского бульвара к Таганрогскому судоремонтному заводу и морскому порту.

## Архитектурное решение
Морская лестница построена по проекту архитектора А. А. Межлумяна. Открытие состоялось в 1967 году. Проектное решение было обусловлено ландшафтными особенностями местности. Лестница имеет боковые переходы и площадки. Всего 215 ступеней. Ширина центральных ступеней — 6 метров, боковых — 2 метра, высота лестницы — 30 метров, общая длина маршей — 175 метров. В середине лестницы, на смотровой площадке, находилось кафе «Маяк», пользовавшееся большим спросом у отдыхающих. С площадок морской лестницы открывался прекрасный вид на Таганрогский залив.

## История Морской лестницы
Необходимость строительства этой лестницы назрела в послевоенные годы. Решение о строительстве было принято в 1960 году, но в течение нескольких лет портовики и судоремонтники ждали проекта лестницы. Управление главного архитектора Таганрога медлило с проектным решением.
19 августа 1964 года состоялось заседание художественного совета при управлении главного архитектора Таганрога, на котором были рассмотрены три варианта лестницы, проектируемой на мысу от 1-го Крепостного переулка к судоремонтному заводу и морскому порту. Первый вариант, разработанный в 1963 году архитектором М. Н. Сабуровой (Таганрогская бригада проектно-сметного бюро Облкомхоза) предусматривал устройство серпантинной лестницы по сложившейся трассе, в основном по коренному основанию. Второй вариант, разработанный архитектором А. А. Межлумяном (Дорремстройуправление), предполагал устройство прямого спуска с боковыми лестничными маршами перпендикулярно склону мыса. Третий вариант был разработан архитектором Э. Е. Бронзовой (управление главного архитектора) по заданию Дорремстройуправления на основе проектного решения А. А. Межлумяна, но на уточнённой подоснове.
Худсовет под председательством главного архитектора Таганрога А. Г. Касюкова не пришёл к единому мнению и обратился в Облотдел по делам строительства и архитектуры с просьбой провести экспертизу трёх вариантов и дать рекомендации по дальнейшей разработке лестницы.
В итоге в работу был запущен проект архитектора А. А. Межлумяна. Строительство Морской лестницы было начато в июне 1965 года, его вело  дорожно-ремонтно-строительное управление горкомхоза, ассигнуемое судоремонтным заводом и морским портом. К апрелю 1967 года строительные работы были выполнены более чем наполовину.
Затянувшееся на несколько лет строительство не раз становилось объектом критики местной прессы. Критические выступления «Таганрогской правды» очень бурно обсуждались на заседании исполкома Таганрога, были приняты соответствующие меры. Объект был поставлен под постоянный контроль депутатской комиссии по благоустройству. Большую помощь в строительстве лестницы оказывали исполкому руководители судоремонтного завода и морского порта, депутаты В. А. Евстратьев (директор судоремонтного завода), М. А. Окульский, А. Б. Бершадский, П. В. Боровский и другие. Много сил приложил к ускорению строительства руководитель стройки А. А. Межлумян.
К ноябрьским праздникам 1967 года строительство Морской лестницы было завершено.

## Галерея

Морская лестница, 1970
Морская лестница, 1977

## Современное состояние
В постперестроечные годы, после перехода Таганрогского судоремонтного завода и Таганрогского морского порта в частные руки, Морская лестница без должного ухода стала постепенно приходить в запустение.
На март 2015 года Морская лестница, именуемая в официальных документах администрации города Таганрога «Лестницей им. Межлумяна А. А.», находилась в Реестре муниципального имущества и была закреплена на праве оперативного управления за муниципальным бюджетным учреждением «Приморье» в соответствии с приказом КУИ Таганрога от 14 марта 2013 года.
В марте 2015 года на центральной смотровой площадке Морской лестницы было возведено уродливейшее капитальное строение кафетерия, уничтожившее видовую перспективу, открывавшуюся как с верхней, так и с нижней площадок лестницы. Известный таганрогский дизайнер Владимир Верготи так прокомментировал это деяние застройщиков: «Это архитектурный садизм. Стремление к обогащению зашкаливает все допустимые нормы здравомыслия. А слабоволие власти позволяет плодиться подобному архитектурному раку, разъедающему остатки здорового тела города, уродуя его и приобретая совершенно жуткие формы». Как выяснилось позднее, администрация города на это строительство разрешения не давала.

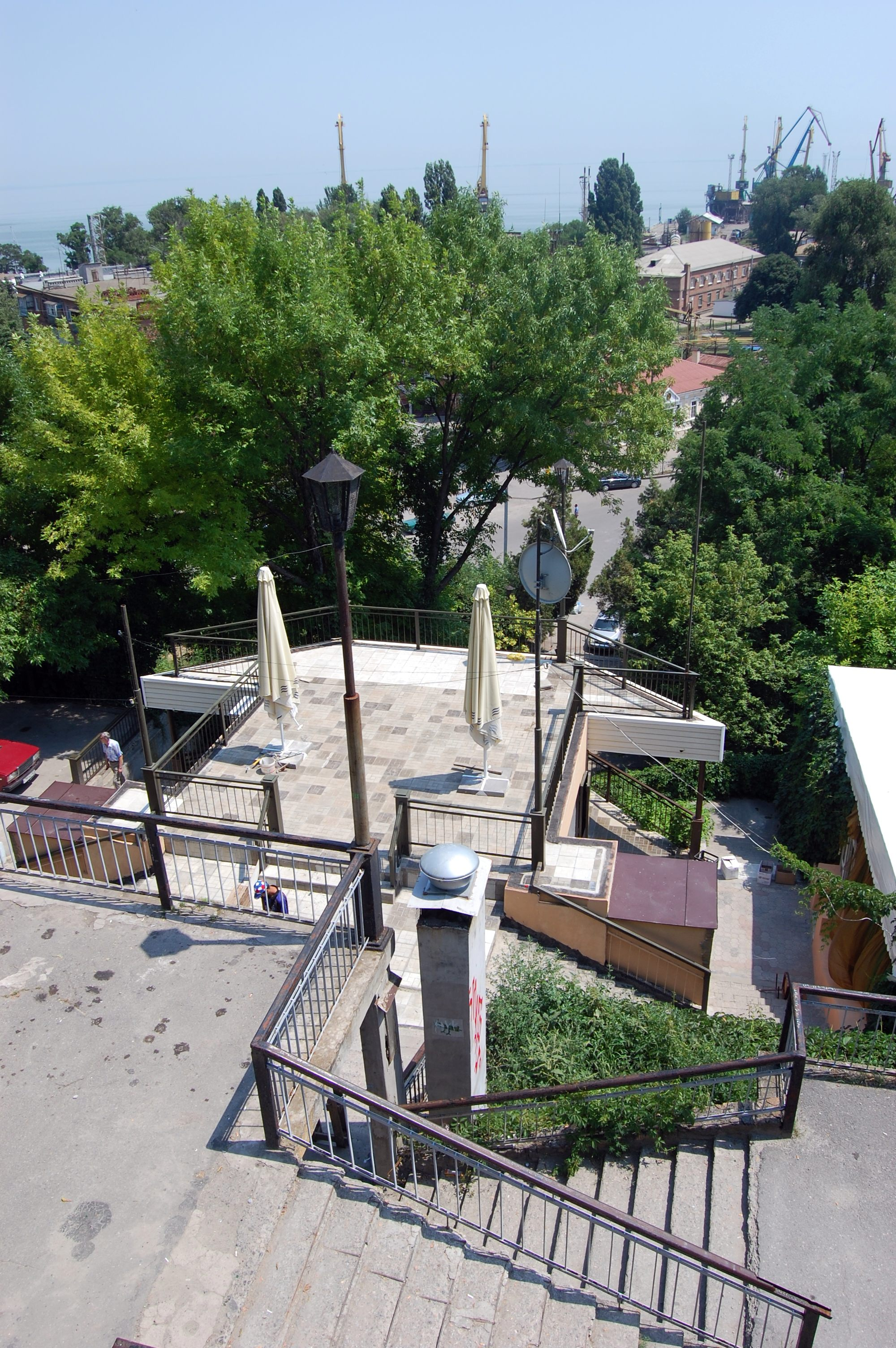
Морская лестница, 2012
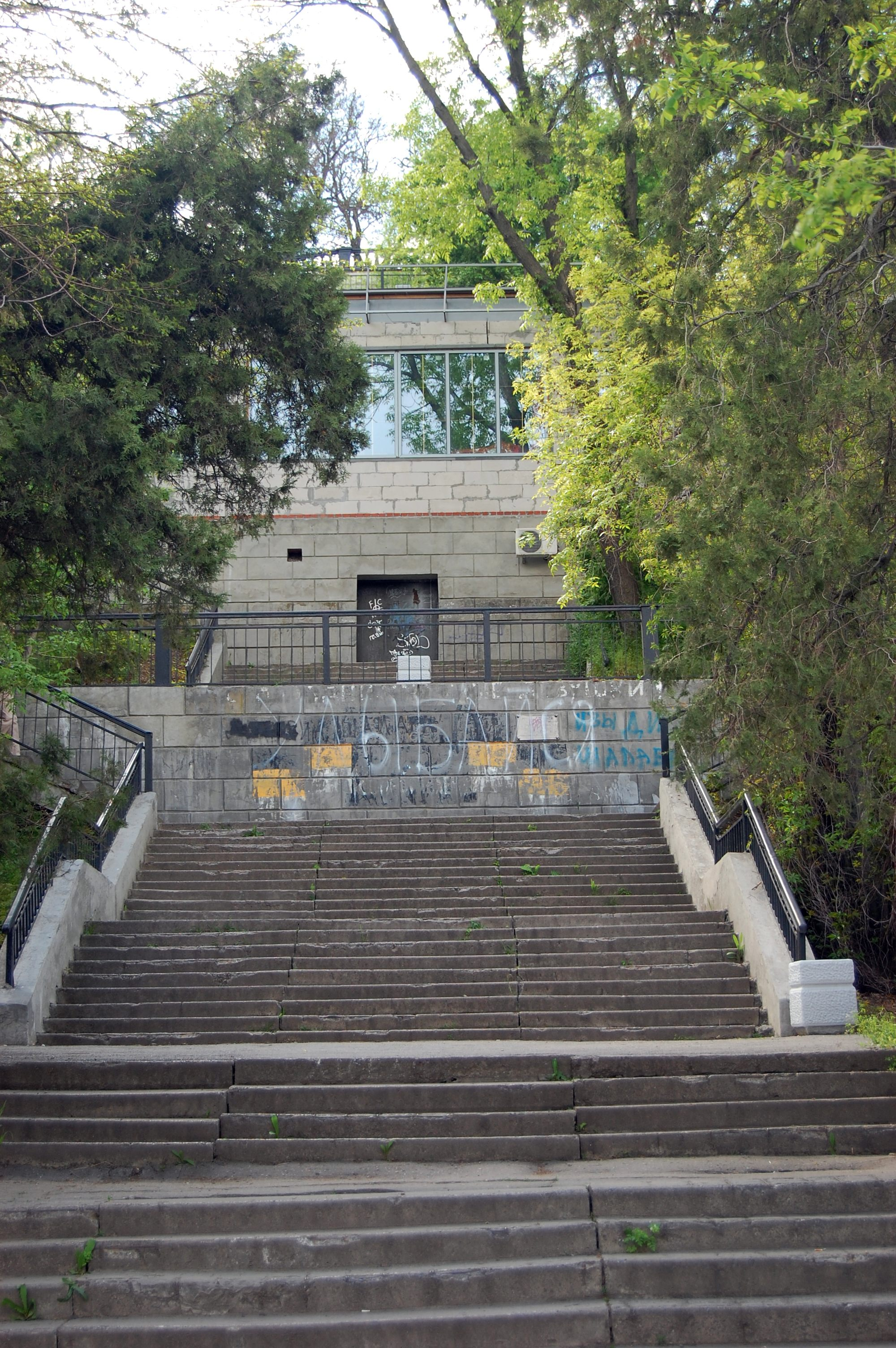
Строительство кафе, 2015
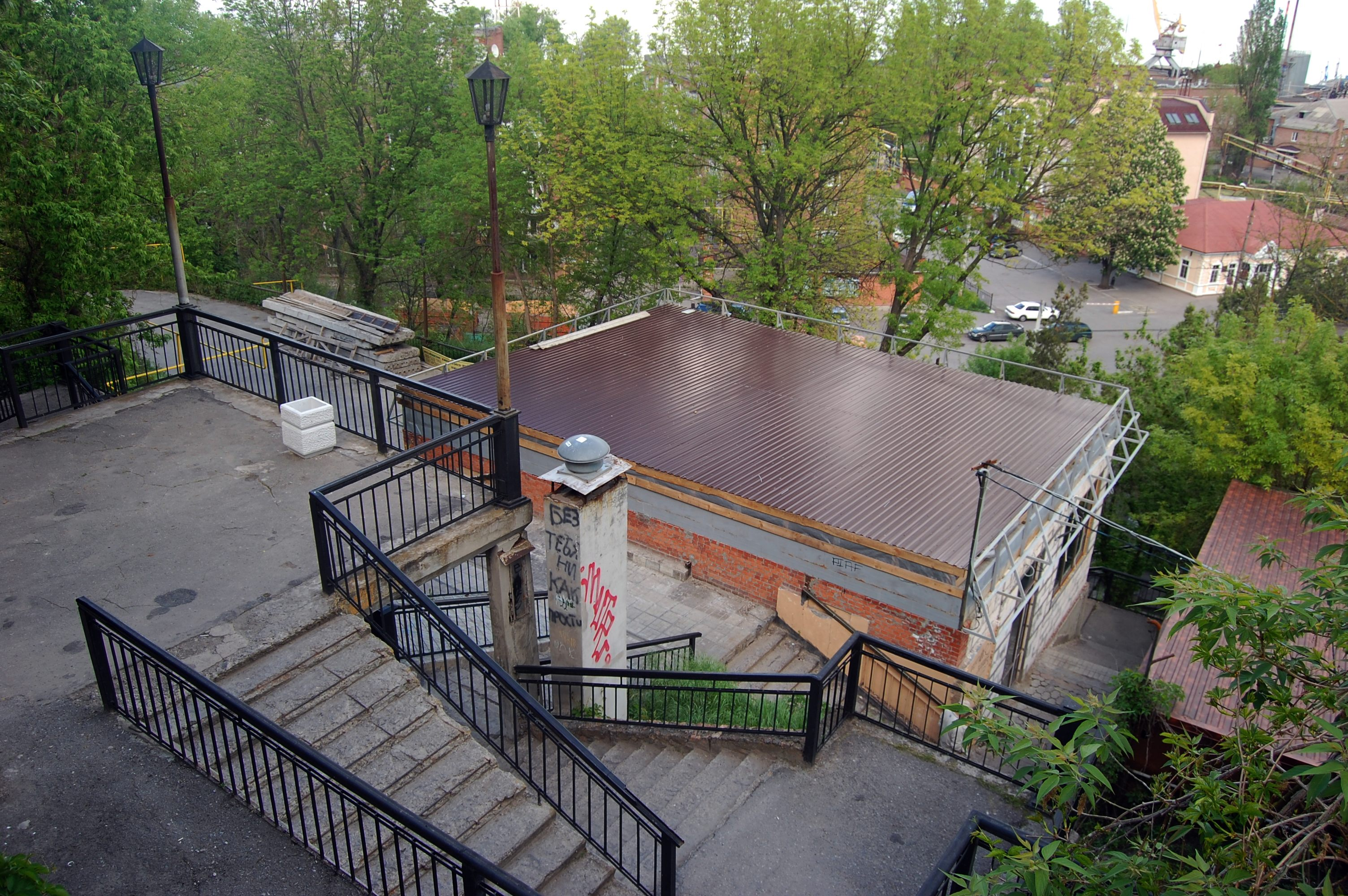
Строительство кафе, 2015
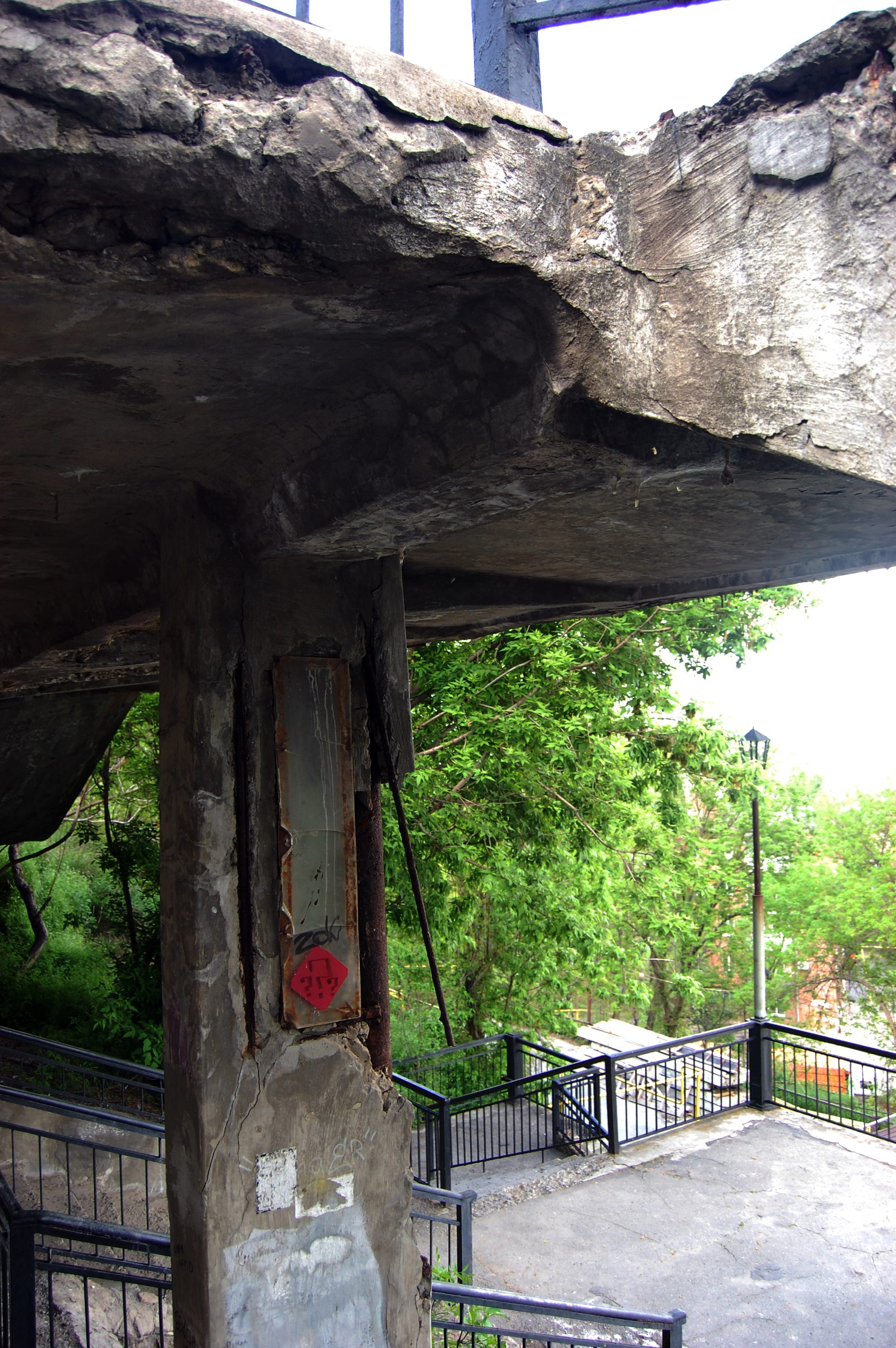
Разрушающиеся конструкции Морской лестницы, 2015

29 марта 2016 года состоялось выездное заседание комиссии городской думы по градорегулированию, одним из объектов посещения которого стала новая каменная лестница. Её состояние и внешний вид вызвали у депутатов эстетический шок.
В марте 2017 года решением городских властей Морская лестница была закрыта в связи с её аварийным состоянием. Спуск и подъём по лестнице были ограждены металлическими решетками с табличками «Проход закрыт».